# Erich Schmidt
Erich Schmidt, född den 20 juni 1853 i Jena, död den 30 april 1913 i Berlin, var en tysk litteraturhistoriker, son till Edouard Oskar Schmidt.
Schmidt blev 1877 extra ordinarie professor i tysk filologi i Strassburg, 1880 ordinarie professor i Wien, flyttade 1885 därifrån till Weimar, där han som direktor för det samma år upprättade Goethe-und-Schillerarchiv ordnade dess samlingar och uppgjorde programmet för den blivande verksamheten. År 1887 utnämndes han till professor i tysk filologi vid universitetet i Berlin, där han efterträdde sin lärare Wilhelm Scherer. 
Schmidt började sitt litteraturhistoriska författarskap med ett arbete om medeltidslitteraturen, Reinmar von Hagenau und Heinrich von Rugge (1874), men sysslade från och med det nästa, den komparativa studien Richardson, Rousseau und Goethe (1875), med nyare litteratur. Småningom trädde Goethe i mittpunkten av hans intresse, och under arbetet med utgivningen av några delar av Weimarupplagan av denne upptäckte han "Ur-Faust" (1888, flera upplagor).
Till en början undersökte han verk och karaktärer från tiden före Goethe eller från dennes ungdomstid: H. L. Wagner (samma år; 2:a upplagan 1879), Lenz und Klinger (1878), Beiträge zur Kenntniss der klopstockschen Jugendlyrik (1880) och, hans mest omfattande arbete, den i en rad skildringar uppdelade biografin Lessing. Geschichte seines Lebens und seiner Schriften (2 band, 1884-1892; 3:e upplagan 1910). 
Samtidigt var Schmidt livligt och sympatiskt intresserad av den samtida skönlitteraturen; åt några av dess främsta företrädare ägnade han essayer i de två samlingarna Charakteristiken (I 1886, 2:a upplagan 1902; II 1901, 2:a upplagan 1912). Av hans högtidstal utkom 1911 ett urval, Reden zur Litteratur- und Universitätsgeschichte (1911). 
Som utgivare och kommentator var Schmidt oavlåtligt verksam: många band av Goethe-Gesellschafts skrifter, arbeten av Lessing, Goeze, Fredrik den store, Uhland (1898) och Kleist (1905), Caroline Schlegel-Schellings brev (1912), är redigerade av Schmidt, som även utgav ett urval av Goethes verk (6 band, 1911). Schmidt var medutgivare av Quellen und Forschungen zur Sprach- und Kulturgeschichte der germanischen Völker (1889 ff.) och Palaestra. 